# Combate de El Uvero
El Combate de El Uvero, desarrollado el 28 de mayo de 1957, fue un enfrentamiento armado correspondiente a la Revolución cubana. Constituyó el primer enfrentamiento de importancia de la guerrilla del Movimiento 26 de Julio comandada por Fidel Castro y al ejército del dictador Fulgencio Batista, desde que aquella se instaló en Sierra Maestra.

## Desarrollo
El 28 de mayo de 1957 Fidel Castro tomó la decisión de atacar una guarnición militar que se encontraba en la localidad costera de El Uvero, en Sierra Maestra. La guerrilla castrista contaba entonces con 80 combatientes bien armados y entrenados que aún no habían entrado abiertamente en combate.
En cambio el Ejército Cubano, solo contaba con 53 soldados, en un cuartel de madera ya bastante viejo. La orden de los insurrectos era simple ataca y acribillar el vetusto cuartel (Ernesto Guevara,Pasajes de la guerra revolucionaria)
El combate fue particularmente cruento debido a que los rebeldes no contaban con posiciones francas de ataque y debieron exponerse abiertamente. Luego de dos horas y cuarenta y cinco minutos de intenso tiroteo la guarnición se rindió. La guerrilla perdió 7 hombres y tuvo 8 heridos, entre ellos Juan Almeida, mientras que el gobierno tuvo 14 muertos y 19 heridos.
Luego del combate, Fidel Castro le ordenó al Che Guevara, por entonces médico de la guerrilla rebelde, permanecer con los heridos. Guevara atendió a los heridos de ambos bandos y realizó un «pacto de caballeros» con el médico del cuartel para dejar a los heridos más graves con la condición de que se los respetara al ser detenidos, pacto que el ejército cubano respetó.